# Dicrastylis capitellata
Dicrastylis capitellata là một loài thực vật có hoa trong họ Hoa môi. Loài này được Munir mô tả khoa học đầu tiên năm 1991.